# Johnson Wagner
Johnson Wagner (* 23. März 1980 in Amarillo, Texas) ist ein US-amerikanischer Berufsgolfer und Teilnehmer der PGA TOUR.

## Karriere
Nach dem Besuch der Virginia Tech wurde Wagner im Jahre 2002 Berufsgolfer. Bei seinem Debüt als Professional gelang ihm ein Sieg bei der Metropolitan Open im Winged Foot Golf Club, welche er schon im vorangegangenen Jahr – noch als Amateur – gewonnen hatte. Ab 2003 bespielte Wagner die Nationwide Tour. Durch einen zweiten Platz in der Saisonwertung 2006 qualifizierte er sich für die PGA TOUR. Im April 2008 gewann er die Shell Houston Open und erlangte dadurch eine Einladung zum Masters 2008.
2010 schloss Wagner als 126. der PGA Tour ab und verpasste damit knapp die volle Spielberechtigung. Am 27. Februar 2011 gewann er die Mayakoba Golf Classic at Riviera Maya-Cancun im Playoff gegen Spencer Levin und erhielt damit seine Tour-Card bis 2013 zurück.

## Erfolge

### Turniersiege
PGA TOUR
- 2008 Shell Houston Open
- 2011 Mayakoba Golf Classic at Riviera Maya-Cancun
- 2012 Sony Open in Hawaii

Andere
- 2006 Chitimacha Louisiana Open, Cox Classic (beide Nationwide Tour)
- 2001 Metropolitan Open (als Amateur)
- 2002 Metropolitan Open

### Resultate bei Major Championships
| Tournament        | 2004 | 2005 | 2006 | 2007 | 2008 | 2009 | 2010 | 2011 | 2012 | 2013 |
| ----------------- | ---- | ---- | ---- | ---- | ---- | ---- | ---- | ---- | ---- | ---- |
| Masters           | DNP  | DNP  | DNP  | DNP  | T36  | DNP  | DNP  | DNP  | CUT  | DNP  |
| US Open           | CUT  | DNP  | DNP  | CUT  | DNP  | DNP  | DNP  | DNP  | DNP  | DNP  |
| Open Championship | DNP  | DNP  | DNP  | DNP  | DNP  | DNP  | DNP  | DNP  | CUT  | T58  |
| PGA Championship  | DNP  | DNP  | DNP  | DNP  | CUT  | DNP  | DNP  | T51  | CUT  | DNP  |

DNP = nicht teilgenommen

CUT = Cut nicht geschafft

„T“ geteilte Platzierung

Grüner Hintergrund für Siege

Gelber Hintergrund für Top 10